# Тиган Пресли
Тиган Пресли (енгл. Teagan Presley), рођена као Ешли Ен Ериксон (енгл. Ashley Ann Erickson) 24. јула 1985, америчка је порнографска глумица.

## Каријера
Присли је каријеру порнографске глумице започела 2004. године потписавши уговор са продукцијом Red Light District Video. Била је изабрана за љубимицу Пентхауса за месец јануар 2009. Наступила је у више од 160 порно-филмова.

## Награде
- 2004: Rog Reviews Critic's Choice Award – Best Newbie
- 2004: CAVR Award – Starlet of the Year
- 2004: F.O.X.E. Award – Vixen
- 2004: Adam Film World Award – Best New Starlet
- 2005: Best New Starlet[3]
- 2005: Teen Cream Dream[3]
- 2005: Best 3-Way – Flesh Hunter 7[3]
- 2007: F.A.M.E. Award – Favorite Ass[4]
- 2008: Night Moves Adult Entertainment Award – Best Feature Dancer, Editors' Choice[5]
- 2009: AVN Award – Best Solo Sex Scene – Not Bewitched XXX[6]
- 2009: F.A.M.E. Award – Favorite Ass[7]
- 2009: Exotic Dancer Awards - Adult Movie Feature of the Year[тражи се извор]
- 2009: Nightmoves - Best Feature Dancer[8]
- 2010: AVN Award – Best All-Girl Group Sex Scene – Deviance[9]
- 2010: AVN Award – Best Solo Sex Scene – Not the Bradys XXX[9]
- 2010: XBIZ Award – Female Porn Star of the Year[10]
- 2010: F.A.M.E. Award – Hottest Body[11]

## Филмографија
- Cum In My Ass Not In My Mouth 2 (2004)
- 1 Night in Paris (2004)
- Anal Prostitutes On Video 1 (2004)
- Apprentass 1 (2004)
- Art Of Oral Sex (2004)
- Artcore 2: Toilet Girl (2004)
- Ass-fucking Young Girls (2004)
- Barely 18 8 (2004)
- Bell Bottoms 2 (2004)
- Butt Cream Pie 4 (2004)
- Contract Star (2004)
- Cum Drippers 6 (2004)
- Cum Swapping Sluts 7 (2004)
- Cumstains 4 (2004)
- Dawn of the Debutantes 23  (2004)
- Dirtier Debutantes 14 (2004)
- Drop Sex 2 (2004)
- Flesh Hunter 7 (2004)
- Funny Boners 3 (2004)
- Hand Solo (2004)
- Hellcats 3 (2004)
- Hi-teen Club 8 (2004)
- Hustler Centerfolds 3 (2004)
- Innocence Little Secrets (2004)
- Internal Cumbustion 4 (2004)
- Jack's Playground 14 (2004)
- Jack's Playground 16 (2004)
- Jack's Playground 17 (2004)
- Jack's Teen America 1 (2004)
- Just Over Eighteen 10 (2004)
- Just Turned 18 1 (2004)
- North Pole 49 (2004)
- Perverted POV 7 (2004)
- Pop 2 (2004)
- Service Animals 16 (2004)
- Service Animals 18 (2004)
- Sex Brats 2 (2004)
- Share the Load 1 (2004)
- Squirting 101 1 (2004)
- Stick It in My Face 2: That Dick Ain't Gonna Suck Itself (2004)
- Surfer Girls 1 (2004)
- Taboo 2 (2004)
- Tales From The Script 3 (2004)
- Teagan: Erotique (2004)
- Tease Me Then Please Me 1 (2004)
- Teen Dreams 7 (2004)
- Teenage Anal Princess 1 (2004)
- Teenage Spermaholics 2 (2004)
- Total Babe 4: "It" Girls (2004)
- Truly Nice Ass 7: Scrumptious (2004)
- Ultimate Asses 4 (2004)
- Undressed And Oversexed (2004)
- Up Your Ass 22 (2004)
- Valley Girls 1 (2004)
- Weapons of Ass Destruction 3 (2004)
- Wet Dreams Cum True 3 (2004)
- Young Pink 5 (2004)
- Young Pink 6 (2004)
- 20 Teens Who Like To Suck Cocks (2005)
- Apprentass 3 (2005)
- Cock Smokers 56 (2005)
- Evil Vault 2 (2005)
- Innocence Ass Candy (2005)
- Jack's My First Porn 1 (2005)
- Jack's My First Porn 3 (2005)
- Jack's Playground 28 (2005)
- Jack's Teen America 11 (2005)
- Jack's Teen America 5 (2005)
- Jack's Teen America 9 (2005)
- Nuttin' Hunnies 3 (2005)
- Outnumbered 3 (2005)
- Pirates (2005)
- Raw Desire (2005)
- Sinfully Sexy (2005)
- Soloerotica 8 (2005)
- Spunk'd (2005)
- Teagan: All American Girl (2005)
- Virtual Sex with Teagan Presley (2005)
- Best of Dirtier Debutantes 2 (2006)
- Deeper 2 (2006)
- Island Fever 4 (2006)
- Jack's Big Ass Show 2 (2006)
- Jack's POV 5 (2006)
- Sexual Freak 2: Teagan Presley (2006)
- Slut Puppies 2 (2006)
- Teagan's Juice (2006)
- Terrible Teens 3 (2006)
- Art Of The Cumfart 1 (2007)
- Babysitters (2007)
- Control 6 (2007)
- Cream Team 1 (2007)
- Filth Cums First 2 (2007)
- I Love Cytherea (2007)
- Icon (2007)
- Inside Jobs 2 (2007)
- Jack's Leg Show 1 (2007)
- Jack's My First Porn 9 (2007)
- Jack's Playground 35 (2007)
- Jack's POV 10 (2007)
- Monster Meat 2 (2007)
- Taboo: Maximum Perversions (2007)
- Addicted 4 (2008)
- All Alone 3 (2008)
- Anabolic Superstars  (2008)
- Doll House 4 (2008)
- Fishnets 8 (2008)
- Internal Injections 3 (2008)
- Jack's Big Ass Show 8 (2008)
- Jack's Playground 38 (2008)
- Jack's POV 12 (2008)
- Jack's Teen America 22 (2008)
- No Swallowing Allowed 13 (2008)
- Not Bewitched XXX (2008)
- Not The Bradys XXX: Marcia Marcia Marcia (2008)
- Nurses in Training (2008)
- Oil Overload 1 (2008)
- Piece of Ass (2008)
- Roller Dollz (2008)
- Smokin' Hot Blondes 1 (2008)
- Swap Meat (2008)
- Tease Before The Please 2 (2008)
- Art Of The Cumfart 2 (2009)
- Deviance 1 (2009)
- Four Finger Club 27 (2009)
- MILF Next Door 8 (2009)
- Not Airplane XXX: Flight Attendants (2009)
- Not Airplane XXX: Flight Attendants (new) (2009)
- Not Airplane XXX: Flight Attendants (new) (new) (2009)
- Not The Cosbys XXX 1 (2009)
- Pop Shots 10 (2009)
- Sun Goddess: Malibu (2009)
- Teagan vs Jenna (2009)
- Video Nasty 5: Teagan (2009)
- What Gets You Off 4 (2009)
- All-Star Overdose (2010)
- Bree and Teagan (2010)
- Busted (2010)
- Chick Flixxx (2010)
- Deviance 2 (2010)
- Eva Angelina vs. Teagan (2010)
- Femme Core (2010)
- Harder (2010)
- Sorority Girlz (2010)
- Teagan Takes Control (2010)
- Young Guns (2010)
- Badass School Girls 5 (2011)
- Forbidden (2011)
- Grindhouse XXX: A Double Feature (2011)
- Killer Bodies: The Awakening (2011)
- Not Airplane XXX: Cockpit Cuties (2011)
- Not Pan Am XXX (2011)
- Teagan Presley: The S!x (2011)
- Anal Champions of the World (2012)
- Buffy The Vampire Slayer XXX: A Parody (2012)
- Deviance 3 (2012)
- Superstars (II) (2012)
- Babyfaced Nymphettes (2013)